# Pallästhesiometer
Das Pallästhesiometer ist ein Messinstrument zur Messung der Vibrationssensibilität an den Fingern oder Zehen von Patienten.
Bei der nervalen Reizweiterleitung von der Haut bis zum Gehirn kann an unterschiedlichen Stellen die Informationsweiterleitung gestört werden und somit zu einer Verminderung der Vibrationssensibilität der Haut führen. Diese entzündlichen oder degenerativen Nervenkrankheiten werden als Polyneuropathien bezeichnet.

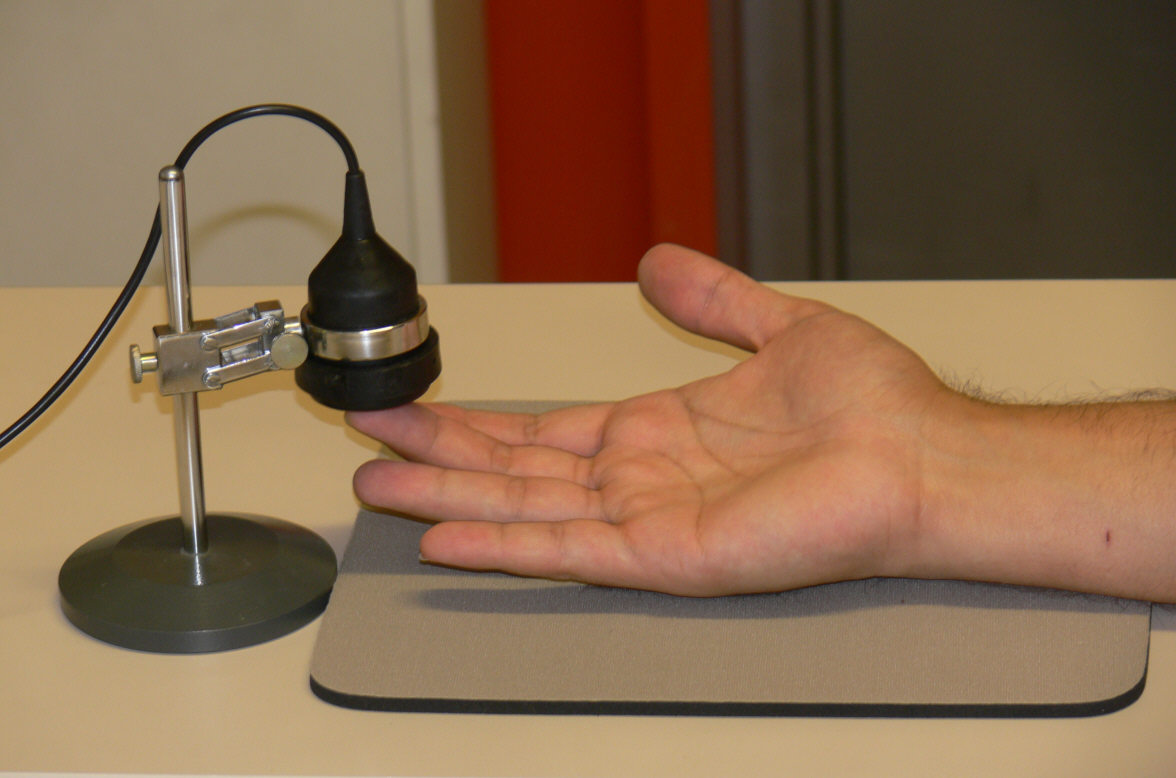
Ermittlung der Vibrationswahrnehmungsschwelle mittels Pallästhesiometer

Bei Erwachsenen kann die Erkrankung u. a. an Diabetes mellitus (Zuckerkrankheit) eine Verminderung der Vibrationssensibilität in Abhängigkeit vom Ausmaß der Neuropathie verursachen. Aber auch bei Patienten, die lange Jahre einer beruflichen Schwingungsexposition ausgesetzt waren (z. B. Arbeiten mit der Motorsäge), ist eine erhöhte Vibrationswahrnehmungsschwelle festzustellen.
Durch eine genaue und frühzeitige Diagnostik könnte eine diabetische Polyneuropathie früher erkannt und entsprechende Maßnahmen ergriffen werden.
Zur Bestimmung der Vibrationssensibilität (Pallästhesiometrie) können neben der Rydel-Seiffer-Stimmgabel auch elektrodynamische Schwingerreger, so genannte Pallästhesiometer, eingesetzt werden. Seit 2001 gibt es einen ISO-Standard, der den Einsatz dieser Diagnosegeräte beschreibt (ISO 13091-1). Im Berufsgenossenschaftlichen Grundsatz G 46 wird die Pallästhesiometrie für Arbeitsmedizinische Vorsorgeuntersuchungen bei Schwingungsexponierten Personen empfohlen.
Die Vorteile des Pallästhesiometers gegenüber der Stimmgabel liegen in:
- der höheren Messauflösung
- der reproduzierbaren Messergebnisse
- der wenigen Messfehler (keine Ablesefehler)
- der exakte Definition des Auflagepunktes und der Andruckkraft

Im klinischen Alltag spielt es jedoch nur eine untergeordnete Rolle.
In der Arbeitswissenschaft wird das Pallästhesioneter in der Untersuchung der Schwingungsbeanspruchung verwendet. Untersuchungen von Riedel et al. (2008) konnten aufzeigen, dass es bei älteren Versuchspersonen nach einer Schwingungsexposition (150 Hz, ahv = 6 m/s²) an den Fingerkuppen zu einer stärkeren Vertäubung kommt als bei jüngeren Versuchspersonen.